# Pentagone de Buontalenti
Le Pentagone de Buontalenti (en italien : Pentagono del Buontalenti) est un projet architectural du XVIe siècle pour agrandir la ville de Livourne en Toscane,.

## Historique
François Ier de Médicis confia en 1575 à l'architecte Bernardo Buontalenti la tâche de projeter la ville idéale pour transformer Livourne d'un village de pêcheurs en une ville fortifiée pouvant accueillir 12 000 habitants, pour inclure le village actuel et la Fortezza Vecchia, capable de devenir le centre commercial du grand-duché de Toscane. 
Le développement du projet a conduit à un plan pentagonal du tracé à l'italienne en usage à l'époque de la Renaissance, de chaque côté de 600 mètres de long, avec des murailles défensives  et cinq bastions aux sommets, entourés de canaux. Le cinquième bastion coïncidait avec la Fortezza Vecchia. Le plan ne donnait aucune information sur la fonction de la nouvelle zone urbaine, indiquant seulement une série d'éléments constitutifs au sein d'un système routier absolument orthogonal, cardo  maximus et decamus maximus. L'axe routier du nord au sud (cardo) souligne la direction qui unissait le centre de la ville à un lieu important comme le Sanctuaire de Montenero ; l'axe d'ouest en est (decumanus) reliait le Bastion Santa Giulia au Bastion Sant'Andrea. En août 1576 fut créé le Bureau de la Fabbrica di Livorno avec pour mission de superviser la construction et Alessandro Puccini en fut le surintendant principal.
François Ier de Médicis posa la première pierre de la construction du Bastion di San Francesco de la nouvelle ville le 28 mars 1577 ; les travaux se sont poursuivis avec plusieurs changements par rapport au plan original, y compris la construction de la Fortezza Nuova. Livourne est devenue une ville entourée par le Fosso Reale (canal royal) navigable, avec de nombreux palais, entrepôts, garnisons et douanes. La rue centrale de l'époque était la Via Ferdinanda, qui s'étendait sur 750 m, plus tard appelée Via Grande (it), depuis la Porta Colonnella, à proximité de Vecchia Darsena, jusqu'à la Porta Pisana. Le Bastion Sant'Andrea a été lancé en 1578 tandis que le Bastion Santa Giulia a débuté en 1582.
En 1594, il fut décidé de créer une grande place, à mi-chemin de la Via Ferdinanda, pour y construire l'église de la nouvelle ville. L'église, construite dans une position centrale sur le côté sud de la Piazza d'Arme, plus tard Piazza Grande (it), a été achevée en 1602 sous la direction d'Antonio Cantagaliina et d'Alessandro Pieroni. La Piazza d'Arme a été complétée et agrandie avec l'ancien Porticciolo dei Genovesi rempli de terre pour faire place au bâtiment appelé Tre Palazzi ; la place était ornée d'une série d'arcades en marbre attribuées à Alessandro Pieroni.  Le Palazzo del Picchetto (it) a été construit en 1707, d'après le plan de Giovanni Battista Foggini et Giovanni del Fantasia (it), au bout de la Via Ferdinanda, à proximité de la Porta Pisana.

## Galerie

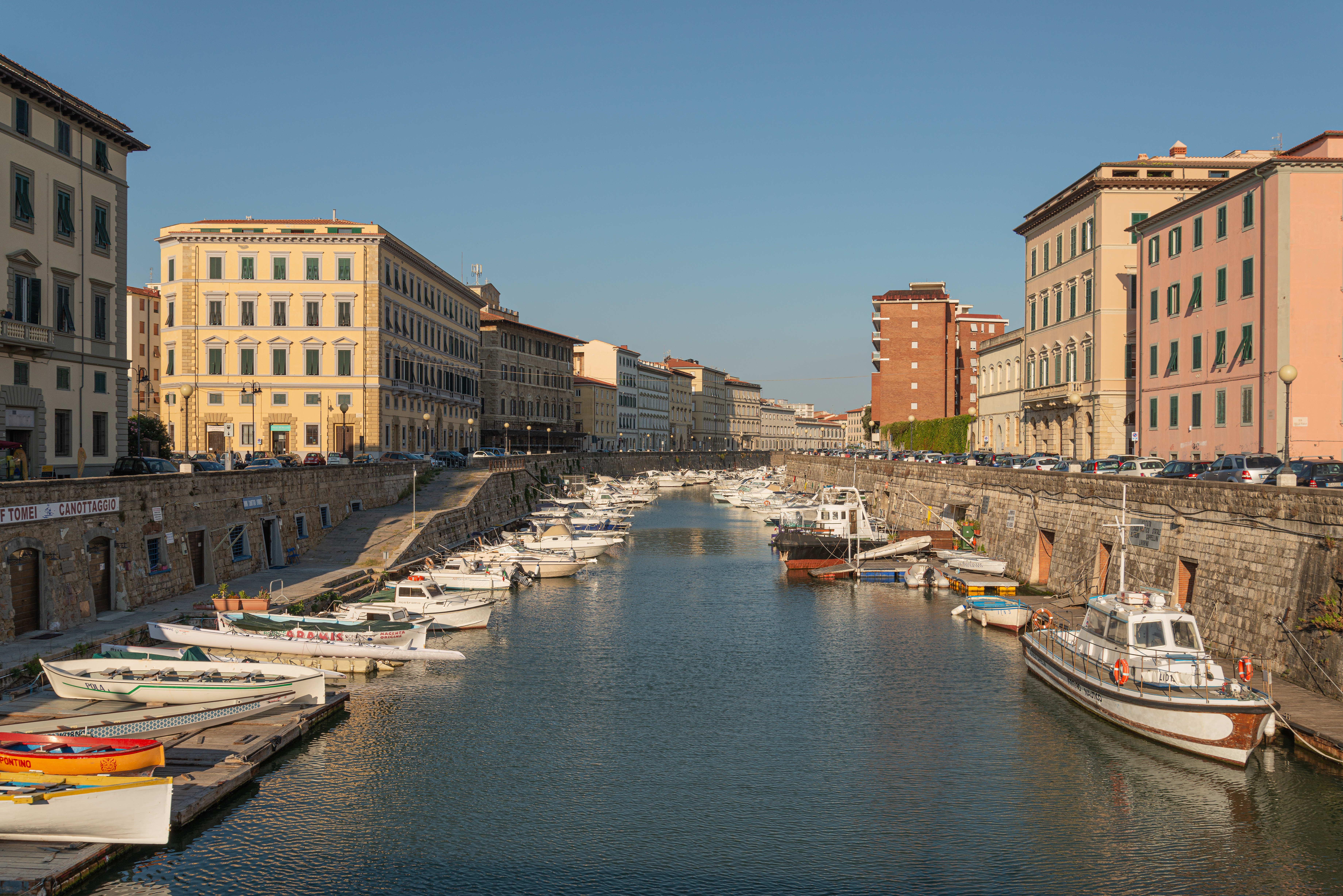
Le Fosso Reale.
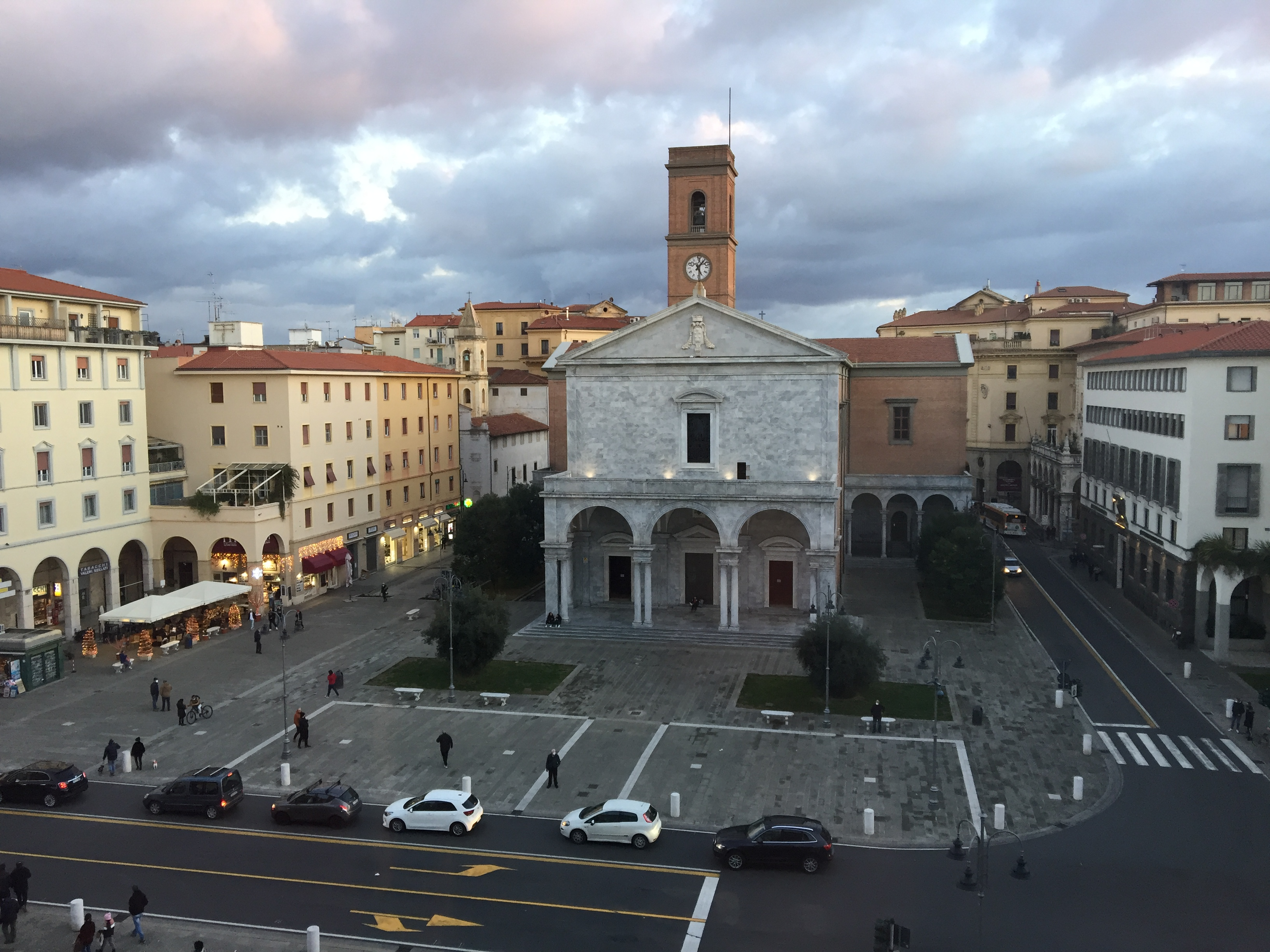
La Piazza Grande.
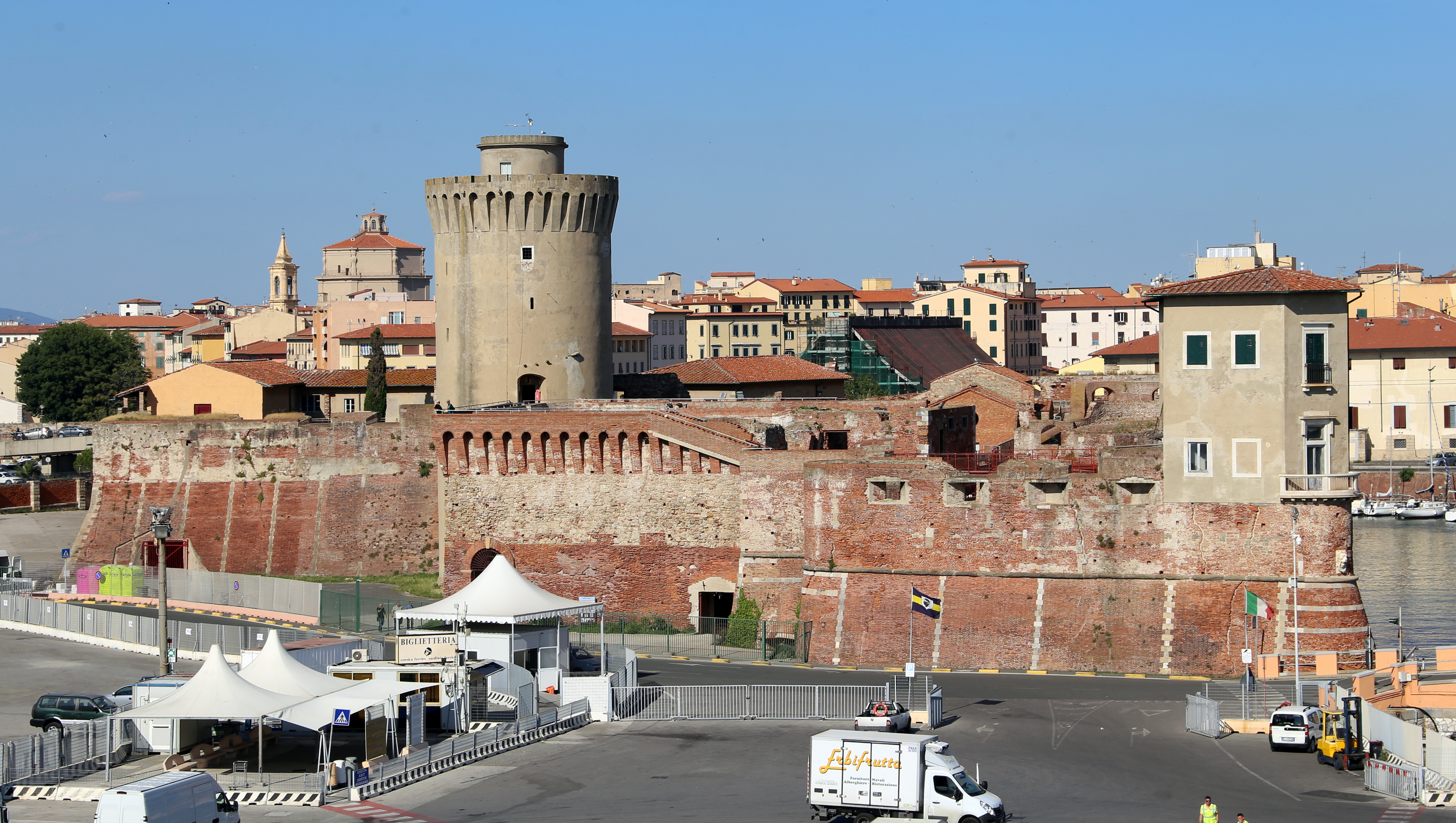
La Fortezza Vecchia.
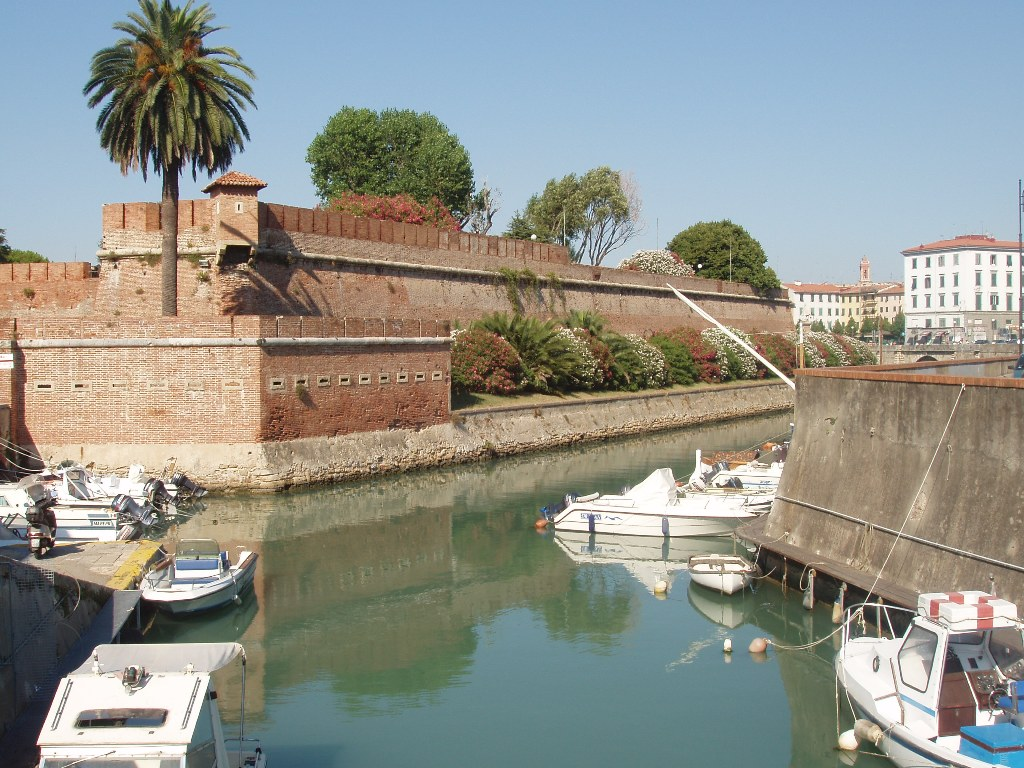
La Fortezza Nuova.